# Rejon rozdzielniański (1930–2020)
Rejon rozdzielniański – jednostka administracyjna wchodząca w skład obwodu odeskiego Ukrainy.

## Zobacz
- Rejon rozdzielniański (do 2020)